# Svařovací transformátor
Svařovací transformátor se používá ke změně vlastností elektrického proudu tak, aby vyhovovaly potřebám svařování elektrickým obloukem (malé napětí v několika málo desítkách voltů [napětí naprázdno je kolem 70 V, při sváření asi 50 V] a vysoké hodnoty proudu, až 100 kA [svářecí proud je regulovatelný běžně do 150 A]).
Tyto transformátory mají strmou voltampérovou charakteristiku. 